# Bombina pachypus
Bombina pachypus е вид земноводно от семейство Бумкови (Bombinatoridae). Видът е застрашен от изчезване.

## Разпространение
Разпространен е в Италия.